# Annette Andreová
Annette Andreová, nepřechýleně Annette Andre (* 24. června 1939) je australská herečka, která je nejvíce známá rolemi pro britské televizní společnosti v 60. a 70. letech 20. století. Českoslovenští a posléze čeští diváci ji měli možnost vidět jako Jeannii Hopkirkovou z kultovního „duchařského“ krimi seriálu Randall a Hopkirk, který byl poprvé vysílán v Československé televizi již na přelomu let 1970–1971, krátce po britské premiéře, jako jeden z prvních „západních“ seriálů.

## Biografie

### Austrálie
Annette Andre se narodila v australském Sydney jako Annette Christine Andreallo v rodině čalouníka. Vzdělání získala v Brigidine College, v St Ives v Sydney. Již od 4 let se začala věnovat baletu v akademii, která byla přidružená k „the Australian Ballet“ (největší společnost v Austrálii, která se věnuje klasickému baletu). Ve věku 15 let se rozhodla s baletem skončit a věnovat se herectví. Ale nebylo ji ještě 16 let, což je v Austrálii nejnižší zákonný věk pro práci v herectví. Andre se proto zapsala do rozhlasové školy a její první rozhlasová role byla v seriálu s názvem Kid Grayson Rides the Range. Její první televizní role byla v TV filmu If It's a Rose. Z další australských filmů, ve kterých hrála, lze uvést Slaughter of St Teresa's Day.

### Velká Británie
V roce 1963 se přestěhovala do Velké Británie a účastnila se castingu pro dětský sci-fi televizní seriál Emerald Soup. Její první filmová role byla ve filmovém dramatu This Is My Street z roku 1964 (režie Sidney Hayers). Mezi další filmy, ve kterých hrála, patří The Heroes of Telemark (Hrdinové z Telemarku) z roku 1965 (režie Anthony Mann, natočené podle skutečných událostí: Operace Telemark), krimi/drama He Who Rides a Tiger (Kdo jezdí na tygru) z roku 1965 (režie Charles Crichton), komedie/muzikál Up Jumped a Swagman z roku 1965 (režie Christopher Miles) a komedie Mister Ten Per Cent z roku 1967 (režie Peter Graham Scottt). Hrála také Philii, krásnou konkubínu z domu kupce Marcuse Lycuse (Phil Silvers) ve filmové verzi broadwayského muzikálu A Funny Thing Happened on the Way to the Forum z roku 1966. Hrála taky v muzikálu Vanity Fair na divadle v londýnském West Endu.
Její největší rolí byla hlavní ženská postava (Jeannie Hopkirková, vdova po Marty Hopkirkovi) v již zmíněném dvacetišestidílném seriálu Randall a Hopkirk, který společnost ITC Entertainment natočila v letech 1968–1969. Ve Velké Británii se seriál vysílal v letech 1969–70, v Československé televizi od roku 1970, dabing hlavních postav František Němec (Jeff Randall), Václav Postránecký (Marty Hopkirk) a Jorga Kotrbová (Jeannie Hopkirková).
Objevila se také v několika epizodách dalších seriálů, jako byly Whiplash (britsko-australský seriál ve stylu australského westernu), The Avengers (britský špionážní seriál), The Saint (britský mysteriózní špionážní seriál), Adam Adamant Lives! (britský dobrodružný seriál), The Troubleshooters (britský seriál natočený pro BBC; první série se jmenovala Mogul, protože ústředním tématem seriálů je nadnárodní ropná společnost), The Baron (britský seriál natočený podle knižní předlohy kterou pod pseudonymem Anthony Morton napsal John Creasey) a The Prisoner (seriál o uvězněném bezejmenném britském tajném agentovi).
Během 70. let se objevila v několika epizodách dalších seriálů: The Persuaders! (akčně-komediální seriál, v hlavních rolích Tony Curtis a Roger Moore), The New Avengers (volné pokračování seriálu The Avengers, který byl vysílán v předchozím desetiletí) a Return of the Saint (rovněž volné pokračování předchozího seriálu). V 80. letech hrála v mýdlové opeře Crossroads (seriál je známy rovněž pod názvem Crossroads Motel). Také se vrátila do Austrálie, aby zde zahrála roli Jennifer Brentové v Taurus Rising (jeden z pokusů vytvořit australskou alternativu k divácky úspěšným nablýskaným seriálům Dallas a Dynastie) a roli Camilly Wellsové v Prisoner (tento australský seriál se ve Spojeném království a v USA vysílal po názvem Prisoner: Cell Block H, aby se odlišil od výše uvedeného britského seriálu The Prisoner z roku 1967). V letech 1985 a 1986 hrála v divadle Mayfair Theatre v londýnském West Endu v mysteriózním thrilleru The Business of Murder.
Na konci 80. let 20. století Annette Andreová víceméně ukončila herecké aktivity ve filmu i na divadle a hodně času věnuje ochraně zvířat a vytváření dobrých životních podmínek pro ně. Věnuje se také osobám po léčbě rakoviny a vede jednu Breast Friends Forever (BFF) Breast Cancer Support Group. Společně s Arthurem Weingartenem úzce spolupracuje na aktivitách pro nadaci Born Free Foundation (původně projekt Zoo Checks) s britskou herečkou Virginií McKennaovou (ta je i českým divákům známá rolí Joy Adamsonové z filmu Volání divočiny) Jedno ze svých vzácných vystoupení měla na konferenci Mid-Atlantic Nostalgia Convention ve městě Aberdeen, stát Maryland v září 2007.

## Osobní život
Kdysi byla spojována s Georgem Bestem, fotbalovým útočníkem, který reprezentoval Severní Irsko a hrál za anglický klub Manchester United. Na počátku 60. let odmítla nabídku k sňatku, který ji učinil anglický komik Benny Hill. Krátce před 40. narozeninami se ji narodila dcera, rozhodla se neprozradit, kdo je otec dítěte.

## Knižní memoáry
V roce 2018 Annette Andreová publikovala v nakladatelství Quoit Media Limited své memoáry nazvané Where Have I Been All My Life?. Jako zajímavost lze uvést, že předmluvu ke knize napsal Roger Moore (ještě předtím než se proslavil rolí Jamese Bonda, hrál mimo jiné hlavní rolí v seriálu The Persuaders!, kde se v několika epizodách objevila také Annette Andreová). Kniha také obsahuje poděkování, které napsal Kenneth Cope, její filmový manžel a posléze duch manžela z 26 dílů seriálů Randall a Hopkirk.